# Жулдыз (Восточно-Казахстанская область)
Жулдыз (каз. Жұлдыз) — село в Улькен Нарынском районе Восточно-Казахстанской области Казахстана. Входит в состав Улькен Нарынского сельского округа. Находится примерно в 7 км к юго-востоку от районного центра, села Улькен Нарын. Код КАТО — 635430300.

## Население
В 1999 году население села составляло 710 человек (364 мужчины и 346 женщин). По данным переписи 2009 года, в селе проживало 406 человек (213 мужчин и 193 женщины).